# Jan Neruda

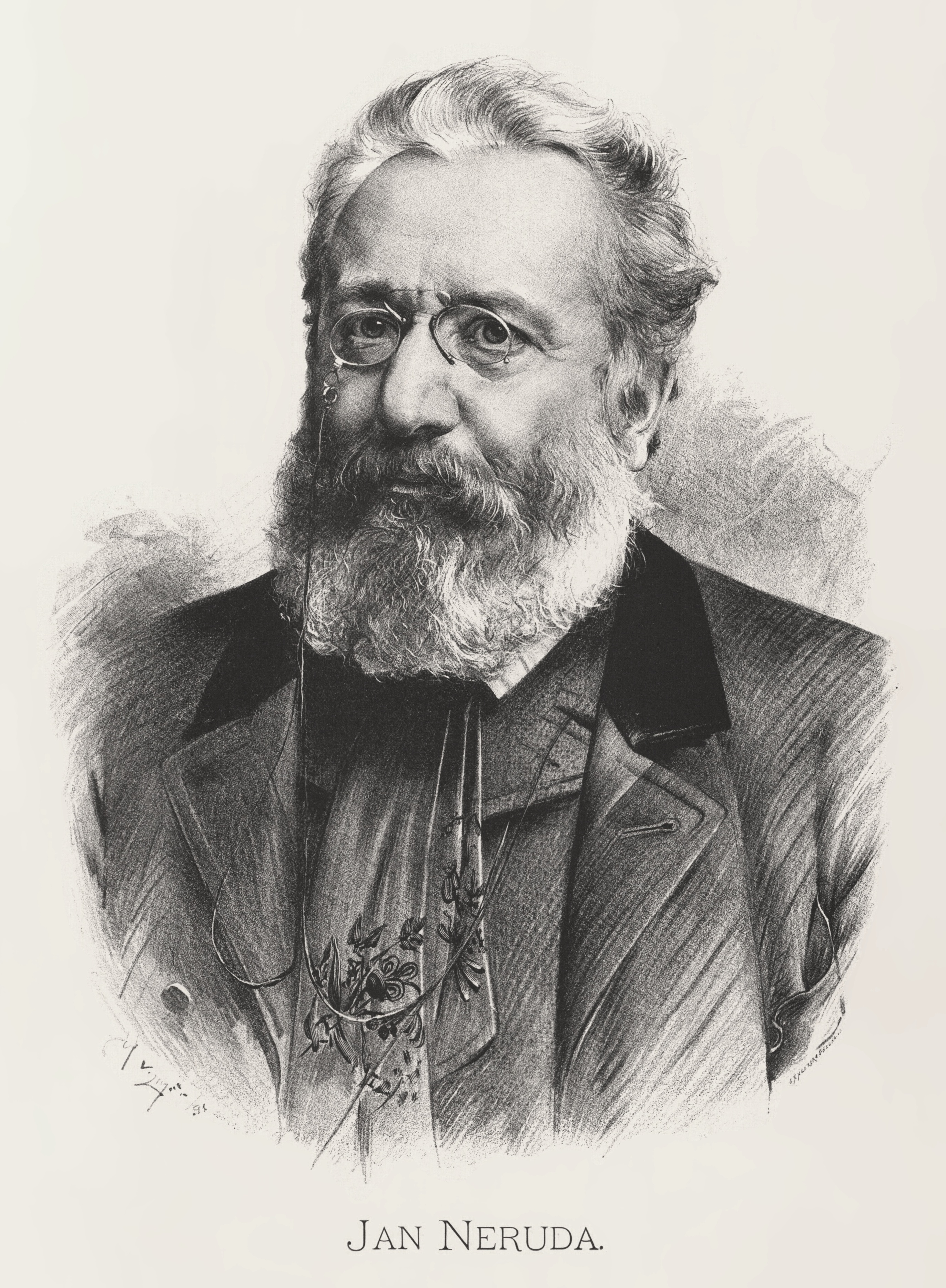
Jan Neruda

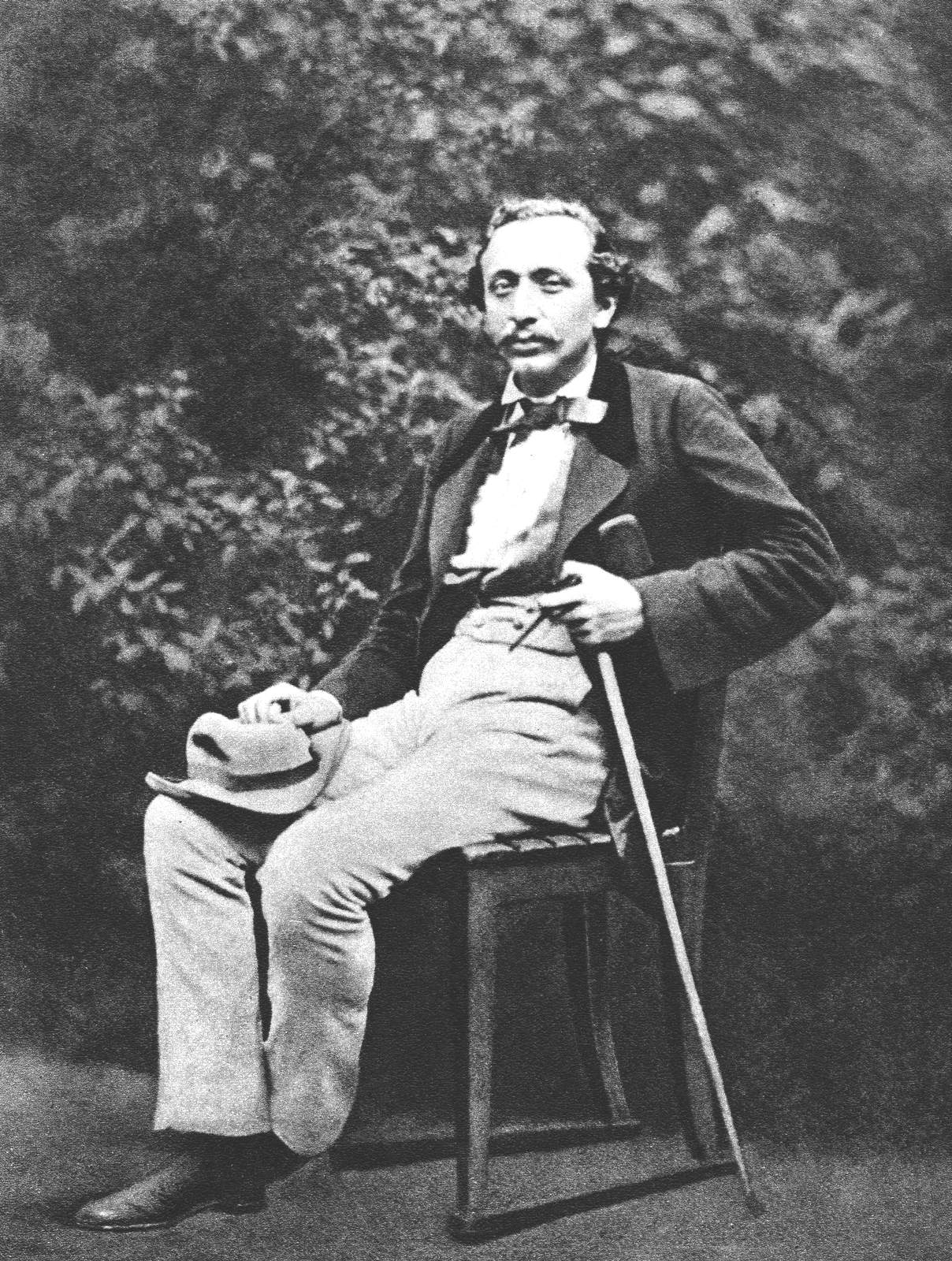
Neruda op jonge leeftijd

Jan Nepomuk Neruda (Praag, 9 juli 1834 – aldaar, 22 augustus 1891) was een Tsjechisch schrijver, dichter en journalist. Hij geldt als een van de belangrijkste Tsjechische literatoren van zijn generatie.

## Leven en werk
Neruda werd geboren als zoon van een kruidenier, studeerde filologie en rechten. Wegens geldgebrek kon hij zijn studies echter niet afmaken, waarna hij journalist werd.
Inmiddels had Neruda kennisgemaakt met enkele jonge literatoren, met wie hij de zogenaamde ‘mei-groep’ ('Májovci') oprichtte. Tegenover het conservatieve nationalisme in hun eigen tijd proclameerden zij het ‘kosmopolitisme’, waarmee zij de Tsjechische literatuur wilden openstellen voor buitenlandse invloeden (Heinrich Heine, Victor Hugo) en op Europees niveau brengen. Samen met de dichter Vítězslav Hálik (Siegfried Halek) richtte hij het tijdschrift "Lumír" op. Hij was de eerste Tsjechische journalist die een column schreef.
Neruda’s bundel Hřbitovní kvítí (1858, Kerkhofblommen) werd door de kritiek gekraakt vanwege de bittere ironie en de wrange spot. In de jaren zestig herstelde hij zich echter van deze tegenslag en groeide zijn journalistieke en literaire autoriteit. Zijn in 1868 verschenen bundel Knihy veršů (Versboeken) is minder sceptisch van toon en meer lyrisch van aard. Het meest karakteristiek zijn die gedichten waarin hij zichzelf neerzet als ‘antiheld’, als een schuchter kind dat in een harteloze wereld naar liefde hunkert. Hij reisde naar Italië, Griekenland, Frankrijk, Duitsland, Hongarije en Egypte.
In 1878 verscheen Neruda’s meest vermaarde proza, de verhalenbundel Povídky malostranské (Verhalen over Mala Strana), waarin hij het dagelijks leven in zijn geboortewijk in de jaren veertig beschrijft, met zijn typisch gedragscodes.
In Neruda’s latere dichtwerken staat de ballade centraal en behandelt hij onder andere het thema van de ouderdom. Zijn dichterlijke stijl is bondig en concreet, zonder clichés of overvloedige beeldspraak; zijn thema is algemeen menselijk, met sympathie voor de sociaal of mentaal zwakkere mens.
Neruda kampte met een zwakke gezondheid, leed na drie mislukte liefdes en de dood van zijn moeder vanaf de jaren zeventig aan depressies. Het grootste deel van zijn leven worstelde hij met constante financiële problemen; hij had ook problemen in verband met alcoholmisbruik. Neruda trok zich vanaf de jaren tachtig terug uit het openbare leven en stierf op 22 augustus 1891 te Praag. Neruda ligt begraven op het Vyšehradkerkhof te Praag.

## Trivia
- Vaak is geopperd dat Nobelprijswinnaar Pablo Neruda zijn schrijversachternaam koos om Jan Neruda te eren. Sommige bronnen geven ook aan dat hij zichzelf vernoemd zou hebben naar violiste Wilhelmine Neruda, zus van de componist Franz Neruda.[1]